# Abtei Saint-Pierre de Solesmes

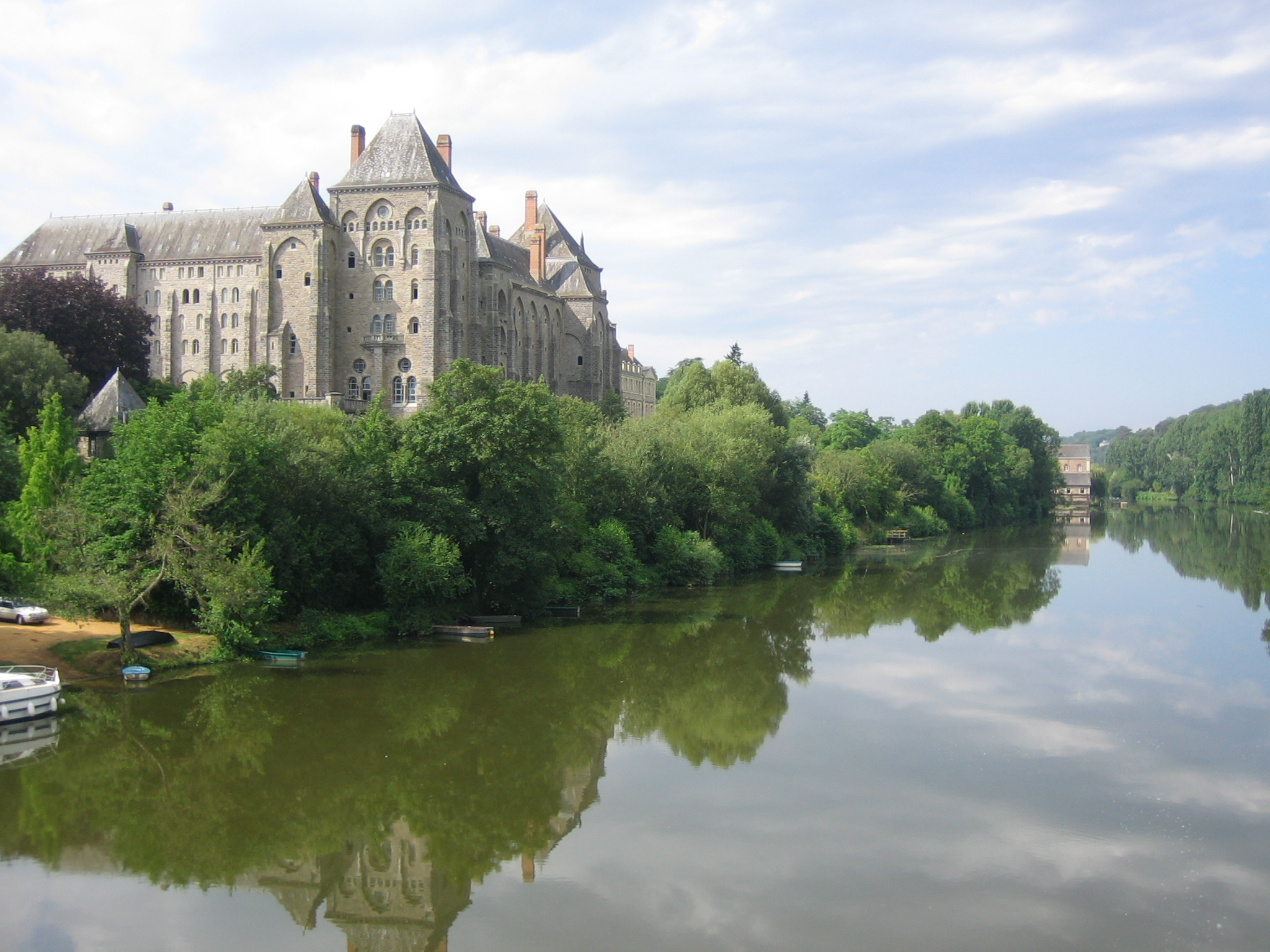
Die Abtei St. Pierre in Solesmes

Die Abtei Sankt Peter zu Solesmes (französisch Abbaye Saint-Pierre de Solesmes; lat. Abbatia Sancti Petri Solesmensis) ist eine Benediktinerabtei in Solesmes im französischen Département Sarthe. Sie liegt nahe dem Ort Sablé-sur-Sarthe im Dreieck der Städte Laval, Le Mans und Angers am Fluss Sarthe.

## Geschichte

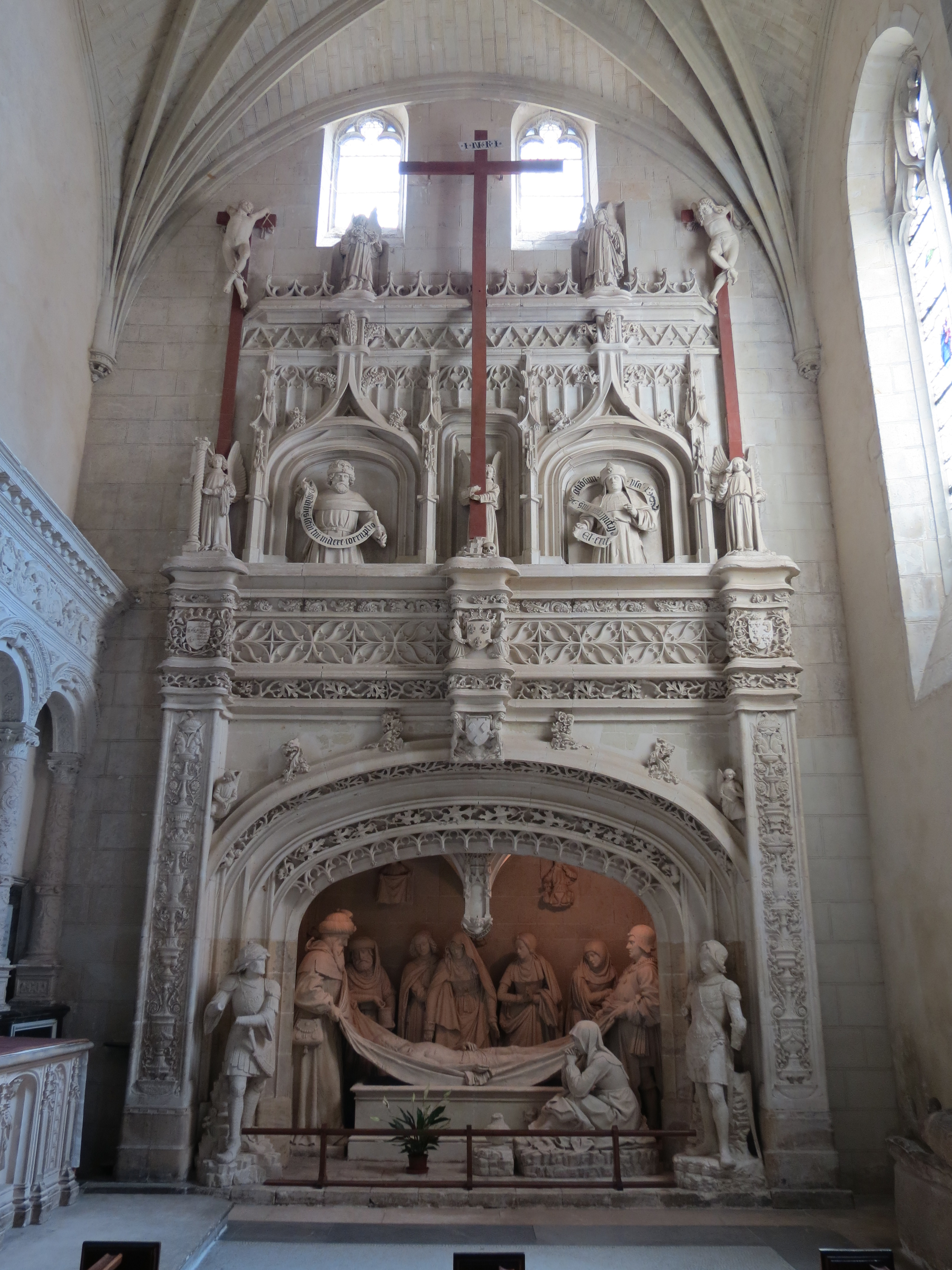
Grablegung Christi

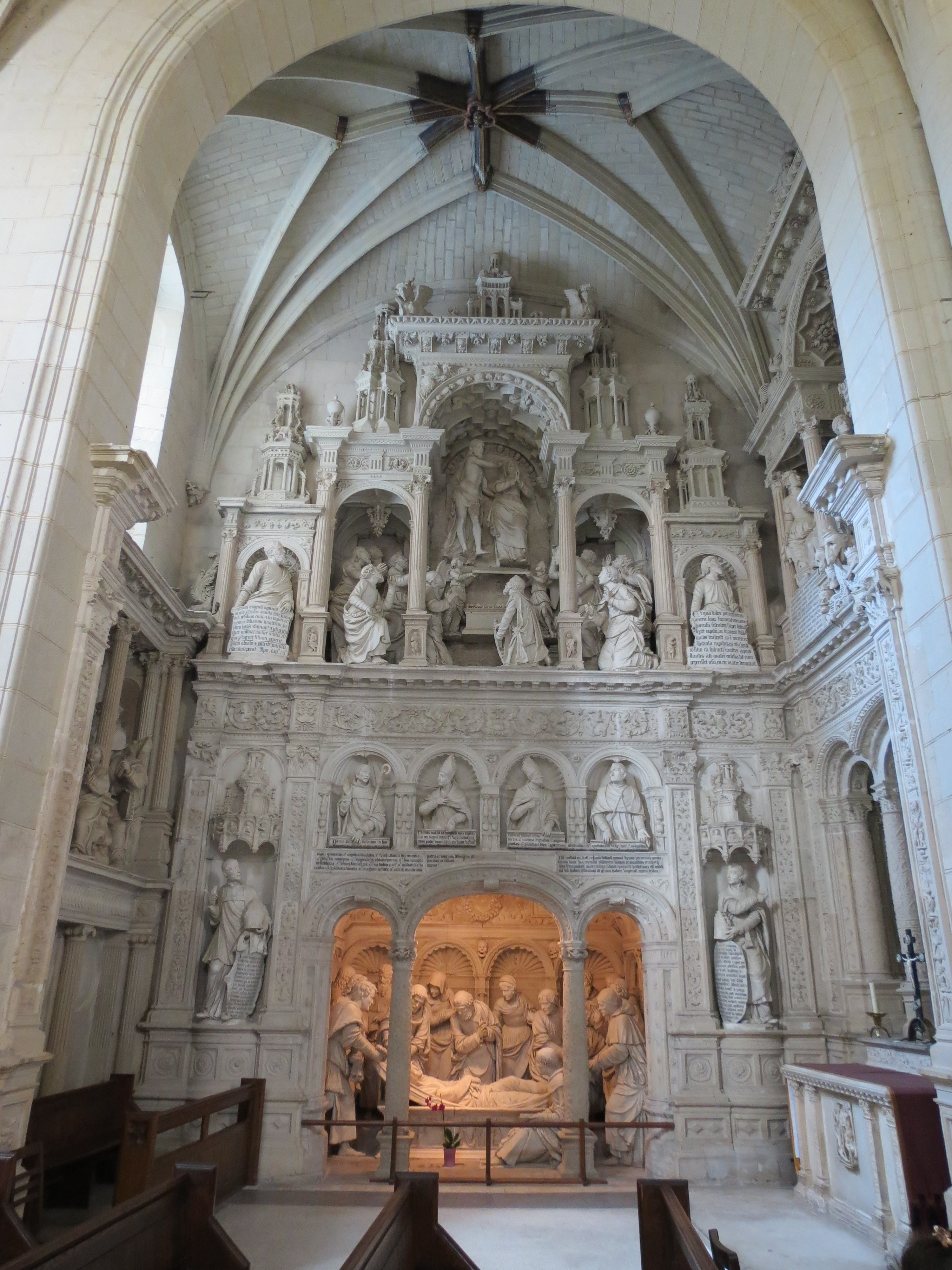
Entschlafung Mariens

### Bis zur Französischen Revolution
Errichtet wurde das Benediktinerkloster 1010 als abhängiges Priorat der Abtei Saint-Pierre de la Couture im nahe gelegenen Le Mans. Im Hundertjährigen Krieg wurde das Kloster zweimal geplündert, einmal fast vollständig zerstört. Nachdem der Krieg in der Schlacht von Formigny 1450 geendet hatte, begann eine Blütezeit für die Abtei. Unter Prior Philibert de la Croix (amt. 1469–1479) begann Ende des 15. Jahrhunderts der Neubau der Kirche. Darüber hinaus ergriff man Maßnahmen zur Landerschließung und Bewässerung. Unter Prior Guillaume Cheminart (amt. 1486–1495) wurde von der Werkstatt Michel Colombe 1496 im südlichen Querhaus eine spätgotische Skulpturengruppe mit der Grablegung Christi eingerichtet. Unter Jean Bougler (amt. 1505–1556) folgte zwischen etwa 1530 und 1553 die Darstellung der Entschlafung Mariens in der sog. Belle Chapelle im Nordquerhaus.
Nach dem Tode Bouglers 1556 hatte das Kloster keinen regulären Prior mehr, es folgte eine Reihe von Prioren „in commendam“. In den Hugenottenkriegen war das Kloster unmittelbar bedroht. Zu ihrer Verteidigung errichteten die Mönche Barrikaden.
1664 schloss sich der Konvent den Maurinern, einem benediktinischen Reformzweig, an. Die Maurinermönche bauten das Priorat 1722 um. Im Zuge der Säkularisation wurde das Priorat Solesmes 1791 aufgehoben und verfiel.

### 19. und 20. Jahrhundert

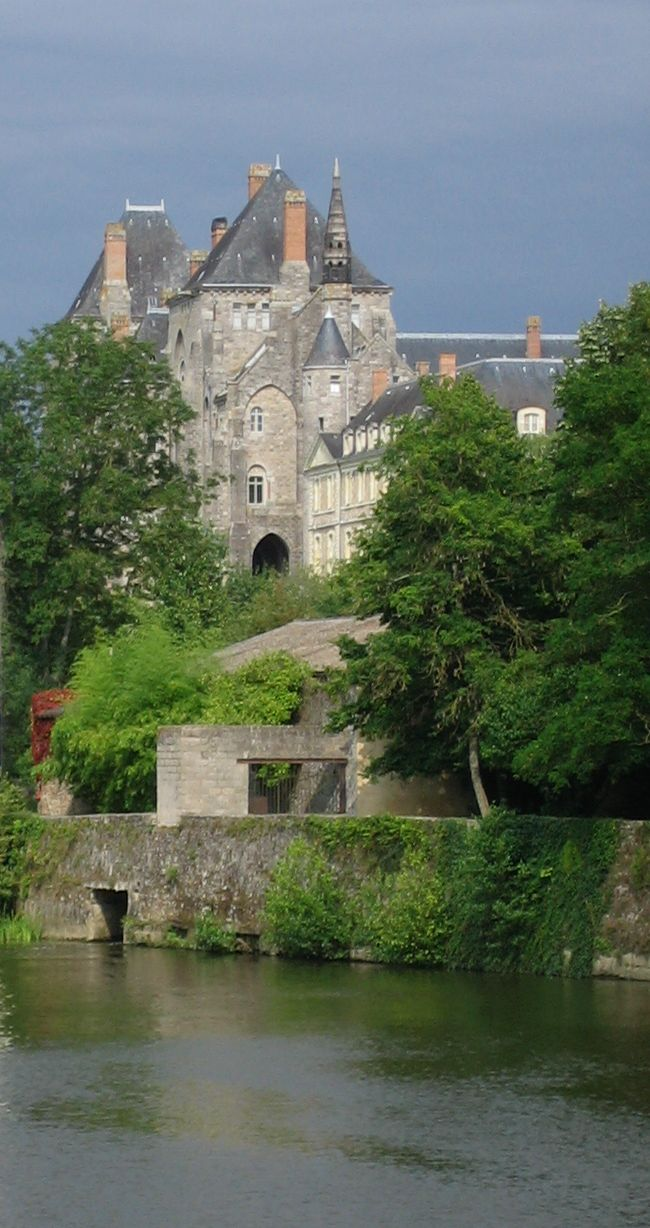
Die Abtei von Westen aus gesehen

Der Weltpriester Prosper-Louis-Pascal Guéranger kaufte 1832 die Klosteranlage zurück und gründete am 11. Juli 1833 eine Kommunität, die 1837 zur Abtei erhoben wurde. Zugleich errichtete Papst Gregor XVI. die Französische Benediktinerkongregation (Congregatio Gallica, heute: Congrégation de Solesmes), deren Generaloberer der Abt von Solesmes war.
Dank der Persönlichkeit von Abt Guéranger leistete Solesmes bald einen wichtigen Beitrag zur Erneuerung des Katholizismus in Frankreich. Im eigenen Verlag wurden vor allem Studien zur Liturgie und zur Geschichte des Gregorianischen Chorals veröffentlicht. Die Abtei war grundsätzlich ultramontan. Sie hatte wesentlichen Anteil an der Verbreitung der römischen Liturgie und der Zurückdrängung der Diözesanliturgien. Von Solesmes aus verbreitete sich der Gedanke der liturgischen Bewegung in ganz Europa. In Anerkennung der Verdienste der Mönche erhob Papst Pius IX. den Solesmener Gelehrten Jean-Baptiste-François Pitra zum Kardinal.
Ende des 19. Jahrhunderts wurden die Mönche dreimal von der laizistischen Staatsgewalt vertrieben, erstmals 1880. Jedes Mal konnten sie nach einiger Zeit zurückkehren. Härter trafen den Konvent die Kongregationsgesetze von 1901. Die Mönche mussten nicht nur ihre Abtei, sondern auch Frankreich verlassen. Sie siedelten sich im Appuldurcombe House auf der Isle of Wight, später in Quarr Abbey an. Erst 1922 durften sie nach Solesmes zurückkehren.

### Äbte (seit der Wiedererrichtung der Abtei 1837)
- Prosper Guéranger, 1837–1875
- Charles Couturier, 1875–1890
- Paul Delatte, 1890–1921
- Germain Cozien, 1921–1959
- Jean Prou, 1959–1992
- Philippe Dupont, 1992–2022
- Geoffroy Kemlin, seit 2022

## Restitution des Gregorianischen Gesanges
Mit der liturgischen Erneuerung ging auch die Restitution des Gregorianischen Chorals einher, dessen Pflege zunächst unter der Leitung von Prosper-Louis-Pascal Guéranger und durch die intensive Mitarbeit der Mönche Paul Jausions und Joseph Pothier der Abtei von Solesmes zu einer neuen Blüte gelangte. Nach dem Tod von Abt Guéranger wurden die Arbeiten vor allem durch den Mönch André Mocquereau fortgesetzt und beeinflussten die weltweite Rezeption dieser Gesangsart nachhaltig. 1928 trat Eugène Cardine in die Abtei ein, der ab 1940 erster Kantor war und die Gregorianische Semiologie begründete. Von der Abtei Saint-Pierre de Solesmes werden seit 1864 viele bedeutende Choralbücher herausgegeben oder beeinflusst.
Eugène Cardines Gregorianische Semiologie machte sowohl die älteren Neumen als auch die Quadratnotation wieder lesbar, so dass aus den Skripten wieder lebendige Musik werden konnte. Der Historiker mit Spezialgebiet Gregorianik Dominique Crochu und der Pianist und Musikwissenschaftler John Anderson sind im Rahmen des mit drei Millionen Euro von der EU geförderten Forschungsprojekts Refugium gerade dabei, das komplette Material der in der Bibliothek des Klosters vorhandenen Manuskripte zu digitalisieren und in die heute gängige Notenschrift zu verwandeln. Bis Ende des Jahres 2024 soll das Ergebnis online zur Verfügung stehen, die Metadaten später auf einer Plattform für Gregorianik aus aller Welt. Andersons Ziel ist es, ein Verständnis dieser Tradition zu entwickeln, ein „Modell des westlichen Gesangs“.
Veröffentlichungen
| Jahr | Veröffentlichung                                     | Verfasser / Herausgeber |
| ---- | ---------------------------------------------------- | ----------------------- |
| 1864 | Directorium Chori                                    | Dom Paul Jausions       |
| 1883 | Liber Gradualis                                      | Dom Joseph Pothier      |
| 1889 | Paléographie musicale mit dem Codex Sangallensis 359 | Dom André Mocquereau    |
| 1896 | Liber Usualis                                        | Dom André Mocquereau    |
| 1905 | Editio Vaticana: Kyriale                             | Vatikan                 |
| 1908 | Editio Vaticana: Graduale                            | Vatikan                 |
| 1912 | Editio Vaticana: Antiphonale                         | Vatikan                 |
| 1934 | Antiphonale monasticum                               | Abtei St. Pierre        |
| 1954 | Études Grégoriennes                                  | Abtei St. Pierre        |
| 1957 | Le Graduel Romain – Band I                           | Abtei St. Pierre        |
| 1960 | Le Graduel Romain – Band II                          | Abtei St. Pierre        |
| 1962 | Le Graduel Romain – Band III                         | Abtei St. Pierre        |
| 1966 | Graduel Neumé                                        | Dom Eugène Cardine      |
| 1968 | Semiologia Gregoriana                                | Dom Eugène Cardine      |
| 1974 | Graduale Romanum                                     | Abtei St. Pierre        |
| 1979 | Graduale Triplex                                     | Abtei St. Pierre        |